# DOUBLE (CHAGE and ASKAのアルバム)
『DOUBLE』（ダブル）は、CHAGE and ASKAの21作目のオリジナル・アルバム。2007年1月24日に発売された。発売元はA&M。
2009年3月25日に再発売されたが、現在は廃盤作品となっている。

## 背景
オリジナル・アルバムとしては『NOT AT ALL』以来、約5年ぶりとなる。アルバム収録曲4曲に加え、「36度線 -1995夏-」・「僕はMusic」のシングル・バージョンが収録されたPV集『DOUBLE DVD』も同時発売された
2007年3月からは、コンサートツアー『CHAGE and ASKA Concert tour 2007 DOUBLE』を開催した。
2009年に無期限の活動休止を発表、そのまま2019年にASKAが脱退を表明した為、結果的に本作が最後のオリジナルアルバムとなった。

## 収録曲
| #         | タイトル                                      | 作詞               | 作曲             | 編曲      | 時間  |
| --------- | --------------------------------------------- | ------------------ | ---------------- | --------- | ----- |
| 1.        | 「パパラッチはどっち」                        | ASKA、松井五郎     | ASKA             | 澤近泰輔  | 4:58  |
| 2.        | 「Wasting Time」                              | 石塚貴洋、松井五郎 | CHAGE、村田努    | 村田努    | 5:20  |
| 3.        | 「地球生まれの宇宙人」                        | ASKA               | ASKA             | 十川知司  | 4:29  |
| 4.        | 「ボクラのカケラ」                            | CHAGE、松井五郎    | CHAGE、村田努    | 村田努    | 5:02  |
| 5.        | 「Here & There」                              | 松井五郎           | CHAGE、村田努    | 十川知司  | 6:31  |
| 6.        | 「36度線 -1995夏- album ver.」                | ASKA               | ASKA             | 十川知司  | 5:13  |
| 7.        | 「僕はMusic」                                 | ASKA、松井五郎     | ASKA             | 旭純      | 5:16  |
| 8.        | 「光の羅針盤 album ver.」                     | CHAGE              | CHAGE、Tom Watts | 旭純      | 4:57  |
| 9.        | 「crossroad 〜いまを生きる僕を〜 album ver.」 | 石塚貴洋           | CHAGE、Tom Watts | 澤近泰輔  | 6:05  |
| 10.       | 「Man and Woman」                             | ASKA、松井五郎     | ASKA             | 澤近泰輔  | 5:37  |
| 合計時間: | 合計時間:                                     | 合計時間:          | 合計時間:        | 合計時間: | 53:28 |

## 楽曲解説
※コメントは、『DOUBLE』 CHAGE and ASKA Official Web Site 各曲の項目を参照
1. パパラッチはどっち
映画のあるシーンのようなものを作りたいというところから始まり、みんながひとつのストーリーを浮かべてくれるような楽曲になったとしている。
2. Wasting Time
曲調はマイナーロック。良いギターリフを試行錯誤して探していったという。
詞は、"Wasting Time" を "次に進むための準備の時間" と解釈して展開していった。
3. 地球生まれの宇宙人
ASKAがいちばん言いたかったのは、2コーラス目の頭の部分であるという。
4. ボクラのカケラ
「人はひとりじゃなくみんなカケラで、カケラが集まって成り立っているよ」という事が織り込まれた楽曲。
後に日本テレビ系の番組『打鐘! 北京五輪への道 走り出したHEROたち』のエンディングテーマに起用する。
5. Here & There
2007年1月10日発売の48枚目シングル。
6. 36度線 -1995夏- album ver.
2004年8月25日発売の45枚目シングルのアルバム・バージョン。
シングル収録時のテンポ感とは違い、ゆったりとした曲調になっている。これは、プロデューサーの山里剛のアイデアで、1995年頃の原曲で使える部分を抜き出し、その上に新しい音を重ねるという試みが行われているからである。
7. 僕はMusic
2004年12月8日発売の46枚目シングルのアルバム・バージョン。
アレンジはシングルと同じだが、アウトロがフェードアウトからカットアウトに変更されている。
8. 光の羅針盤 album ver.
シングル「36度線 -1995夏-」のカップリング曲のアルバム・バージョン。
新たな楽器を加え、ボーカルも録り直した。
9. crossroad 〜いまを生きる僕を〜 album ver.
シングル「僕はMusic」のカップリング曲のアルバム・バージョン。
ASKAが11時間かけて、コーラスの多重録音をした。
10. Man and Woman
2007年1月10日発売の47枚目シングル。

## 参加ミュージシャン
| パパラッチはどっち - drums：小田原豊 - guitars：西川進、村田努 - keyboards / programming：澤近泰輔 - strings：クラッシャー木村ストリングス - flugelhorn：奥村晶 - bassoon：大澤昌生 - euphonium & bass trombone：村田陽一 - percussions：Mark DeRose - programming：小笠原学 - background vocals：村田努 Wasting Time - drums：河村'カースケ'智康 - bass：MECKEN - guitars：狩野良昭 - keyboards：旭純 - percussions：Mark DeRose - programming / background vocals：村田努 地球生まれの宇宙人 - drums：江口信夫 - bass：渡辺等 - guitars：鈴川真樹、名越由貴夫 - keyboards / programming：十川知司 - strings：後藤勇一郎ストリングス - programming：小笠原学 - background vocals：村田努 ボクラのカケラ - drums：江口信夫 - bass：御供信弘 - guitars：狩野良昭、村田努 - keyboards：旭純 - trumpet：YOKAN - trombone：工藤隆 - tenor & baritone sax：阿部剛 - percussions：Mark DeRose - programming：小笠原学、村田努 - background vocals & whistle：村田努 Here & There - drums：山木秀夫 - bass：美久月千晴 - guitars：名越由貴夫、浜口高知 - keyboards / programming：十川知司 - strings：後藤勇一郎ストリングス - percussions：Mark DeRose | 36度線 -1995夏- album ver. - drums：小田原豊 - bass：美久月千晴 - guitars：伍々慧、西川進、山里剛 - keyboards / programming：十川知司 - trumpet：YOKAN - trombone：工藤隆 - sax：阿部剛 - percussions：Mark DeRose - programming：小笠原学 - background vocals：河合夕子、佐多美保、下成佐登子 僕はMusic - drums：江口信夫 - guitars：狩野良昭、鈴川真樹 - keyboards：旭純 - trumpet：西村浩二 - trombone：村田陽一 - flute：旭孝 - oboe：柴山洋 - strings：弦一徹ストリングス - programming：小笠原学 - background vocals：村田努 光の羅針盤 album ver. - drums：今泉正義 - bass：惠美直也 - mandolin & guitars：狩野良昭 - banjo & guitars：鈴川真樹 - resophonic slide guitars：村田努 - keyboards / programming：旭純 - recorder：栗原正己（栗コーダーカルテット） crossroad 〜いまを生きる僕を〜 album ver. - drums：今泉正義 - bass：惠美直也 - guitars：古川昌義、鈴川真樹 - keyboards / programming：澤近泰輔 - strings：後藤勇一郎ストリングス - flugelhorn：YOKAN、斎藤幹雄 - trombone：工藤隆、井上昇 - percussions：Mark DeRose Man and Woman - drums：江口信夫 - bass：惠美直也 - guitars：鈴川真樹 - keyboards / programming：澤近泰輔 - strings：後藤勇一郎ストリングス |

## 『DOUBLE DVD』
『DOUBLE DVD』（ダブル・ディーブイディー）は、CHAGE and ASKAのミュージック・ビデオ集である。2007年1月24日に発売された。発売元はユニバーサル ミュージック合同会社。

### 解説（DVD）
PV集は、2003年発売の『MUSIC ON FILMS』以来となる。また、1枚のアルバム収録曲のみを収めたPV集としては、1994年にVHS・LDで発売した『RED HILL』以来である。
アルバム『DOUBLE』と同時発売された（別売である）。

### 『DOUBLE DVD』収録曲
1. 地球生まれの宇宙人
2. Here & There
3. Wasting Time
4. Man and Woman
5. 36度線 -1995夏-
6. 僕はMusic
7. MAKING MOVIE